# 연산 덕암리 고분군
연산 덕암리 고분군은 대한민국 충청남도 논산시 연산면에 있는 문화재이다. 1992년 10월 28일 논산시의 향토문화유산 제4호로 지정되었다.

## 개요
지표면에 노출되어 있는 고분은 모두 약 20여기 정도이다. 이들 고분은 약 7~8m의 간격을 두고 축조되어 있으며 20여기가 분포되어 있는 면적은 약 400평의 범위이다.고분은 백제시대에 돌로된 황혈식 계통으로 추정된다.